# Eurípilo (filho de Télefo)
Eurípilo, filho de Télefo, foi um personagem da mitologia grega, que participou da Guerra de Troia do lado dos troianos.
Eurípilo trouxe as tropas da Mísia para a Guerra de Troia. Na Guerra, ele matou Macaão, Peneleu e Nireu, e foi morto por Neoptólemo.